# Структура статті
Статті, незалежно від того, чи вони публікуються у журналах чи транслюються у новинах, можна умовно поділити за структурою подачі інформації. Деякі автори не підпорядковують свої статті певній структурі, але можуть використовувати її для опису. Інші використовують відповідну структуру для розвитку розповіді, але спочатку не ставлять перед собою таку мету. Частина з авторів підпорядковує статтю структурі, яку запропонувало видання, що також є типовою практикою.

## Різновиди структури статей
Слід наголосити, що є базова структура статті. Ключові елементи є спільними як для новинних ресурсів, так і для фахових наукових видань. Так, варто виділити такі з них:
- вступ (короткий огляд проблематики, актуалізація питання);
- основна частина (опис подій, фактів, експериментів тощо);
- висновки (пісдумовуюча частина, де можуть бути надана коротка оцінка)

Важливо зауважити, що це умовний поділ. Наприклад вступ до наукової статті включає в себе також актуальність, мету, завдання і короткий огляд історіографії, що є надмірним для статті в районній газеті.
Окремо виділяють послідовність викладу інформації. Так, типи структур включають:

### Перевернута піраміда
Структура перевернутої піраміди характеризується акцентом на останніх чи найважливіших розробках за рахунок висвітлення менш важливих подій, що також мають значення. Прихильники цієї структури, яка часто зустрічається в новинних, можуть критикувати інші стилі під лозунгом «поховання лідерства», хоча інші критикують це як нудний стиль, який «розповідає жарт, починаючи з лінії удару». Оскільки ця структура призначена для дозволу обрізання редактором, авторам не потрібно планувати певне закінчення, як це могло б бути з іншими стилями..

### Наративний
Оповідна структура — це простий хронологічний опис подій. Наприклад, стаття про умисні вбивства може починатися з історії першої жертви і закінчуватися ув'язненням або стратою підозрюваного.

### Пісочний годинник
Структура пісочного годинника характеризується поєднанням перевернутої піраміди та наративної структури. Автор починає з основних деталей (хто, що, коли, де і чому) і поступово додає деталізацію, як у структурі перевернутої піраміди. Потім відбувається чіткий перехід, щоб зосередити увагу аудиторії. Наприклад, увага переключається на розповідь конкретного очевидця чи сторони, яка розглядає більш дрібні деталі та наслідки, перш ніж зробити остаточний висновок. Як і перевернута піраміда, вона намагається втримати увагу читачів. Під час мовлення новин на ефірі репортаж може бути зроблений репортером на місці події, тоді як початок і кінець розповідає ведучий новин в студії. Проста розповідна частина може бути зручною для журналістів.

### Нульовий графік
Стаття може починатися з анекдотичного «гачка>», щоб привернути увагу читача. Після цього йде абзац з «нульовим графіком», який узагальнює історію в цілому. Потім основні параграфи вивчають ці ідеї більш детально, надають корисну інформацію або пояснюють суперечливі думки.

### Алмаз
Структура алмазів схожа на нульовий графік, має анекдотичний гачок, графік та безліч загальних деталей, але потім звужує питання у статті питання. Історія може розглядатися як «пошуки», щоб зрозуміти ситуацію окремої людини. Журналістська школа може використовувати цю структуру для опитуваннь.

### Різдвяна ялинка
«Різдвяна ялинка» цієї історії поширюється із вступу та низки внутрішніх поворотних сюрпризів чи сюрпризів всередині розповіді, перш ніж прийти до висновку. Наприклад, суб'єкт може виявити, що: (а) ВІЛ;
(б) не реагує на існуючі наркотики;
(в) дізнатися про експериментальне дослідження, але (г) не знає, чи спрацює це. Кожен з цих поворотних моментів дає основу для подальшого розвитку історії.

### Органічні
Органічна структура, яку виклав Джон Франклін, орієнтована на базовий рівень візуальної образності, що забезпечує використання кінематичних прийомів. Вони пов'язані з «вогнищами», що деталізують дію, які, у свою чергу, пов'язані «переходами у часі, настрої, предметі та характері». Типовою послідовністю вогнищ може бути ускладнення, розвиток та вирішення.

### П'ятибокси
Структура «П'ять ящиків» за оцінкою Ріка Брегга є стандартною прогресією, що складається з таких складових як:
- гачок, який привертає увагу читача конкретним зображенням або деталлю;
- попередній підсумок;
- друга ведуча, яка вводить факти, що залишилися;
- деталі другорядного значення;
- сильний образ, коментар чи цитата, що дає чіткий висновок до події, факту чи ситуації[1].